# Daichi Hakkaku
Daichi Hakkaku (八角 大智 Hakkaku Daichi?), född 15 april 1992 i Tokyo prefektur, är en japansk fotbollsspelare.
Hakkaku började sin karriär 2016 i Thespakusatsu Gunma. 2016 flyttade han till Grulla Morioka. Han spelade 32 ligamatcher för klubben.